# Ангуилара Сабация
Ангуила̀ра Саба̀ция (на италиански: Anguillara Sabazia) е град и община в Централна Италия, провинция Рим, регион Лацио. Разположен е на 195 m надморска височина. Населението на общината е 18 875 души (към 2010 г.).